# Años 170 a. C.
Los años 170 antes de Cristo comenzaron el 1 de enero del 179 a. C. y terminaron el 31 de diciembre del 170 a. C.

## Acontecimientos
- 180 a 179 a. C.: en la Hispania romana es pretor Tiberio Sempronio Graco. Se fundan Gracchurris e Illiturgis.
- 179 a. C. (septiembre): en Roma (Italia) se registra un terremoto con una intensidad de 5 grados de magnitud.
- En la Antigua Roma, un tal Olónico (u Olíndico) promueve una rebelión, que fracasa.
- 172 a 167 a. C.: tercera guerra macedónica